# Atanasie Rednic

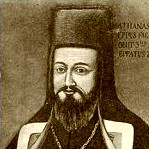
Bischof Atanasie Rednic

Atanasie Rednic OSBM (* 18. Februar 1722 in Giulești, Komitat Máramaros, Großfürstentum Siebenbürgen; † 2. Mai 1772 in Blaj) war Bischof von Făgăraș in der rumänischen griechisch-katholischen Kirche.

## Leben
Atanasie Rednic ging 1734 zum Philosophiestudium an das Jesuiten-Colleg in Klausenburg. 1738 begann er ein Noviziat im Kloster Mukatschewe der Basilianer des hl. Josaphat, ging dann nach Klausenburg zurück und setzte sein Studium fort. 1743 studierte er in Wien Theologie; 1747 kehrte er in sein Kloster zurück. Nach Ablegung der Gelübde wurde er 1749 zum Ordenspriester geweiht. 1750–1751 begleitete er Bischof Petru Pavel Aron bei seinen Visitationen. 1754 wurde er Präfekt des neugegründeten Priesterseminars in Blasendorf.
Nach dem Tod Bischofs Petru Pavel Aron am 27. Januar 1764 wurde er im Herbst des gleichen Jahres zum Nachfolger nominiert. Er reiste nach Wien, um Kaiserin Maria Theresia die Nominierung persönlich zu überbringen. Am 22. April 1765 erfolgte die Ernennung zum Bischof von Făgăraș durch den kaiserlichen Hof. Am 15. Mai 1765 bestätigte Papst Clemens XIII. diese Ernennung. Konsekriert wurde er am 13. November 1765 in seinem Heimatkloster durch den Titularbischof von Rhosus und griechisch-katholischen Apostolischen Vikar von Mukatschewe, Mihály Emánuel Olsavszky OSBM. Atanasie Rednic wurde am 14. April 1766 feierlich in seinem Bistum installiert. Er verhandelte in Wien um die Verbesserung des Lebens der Priester und erhielt 10.000 Gulden Bargeld, um Hilfsbedürftige zu unterstützen. Er reformierte die Klöster in Blasendorf und Karlsburg, schickte die Mönche zur Unterstützung des Klerus in die Pastoral, verschaffte ihnen Absatzmöglichkeiten ihrer Druckerzeugnisse, Keramik, Kerzen und der Schneiderei. Er ließ das Priesterseminar ausbauen, um junge Männer zum Priesterberuf zu führen. Er verpflichtete die Priester zum Tragen der Soutane.
Bischof Atanasie Rednic verstarb am 2. Mai 1772 und wurde in der Bischofsgruft auf dem Friedhof in Blaj beigesetzt.